# Amleksanoks
Amleksanoks (łac. amlexanoxum) – organiczny związek chemiczny o działaniu przeciwalergicznym i przeciwzapalnym, stosowany wziewnie w leczeniu astmy, a miejscowo w postaci pasty w leczeniu aft.